# Sinjska alka

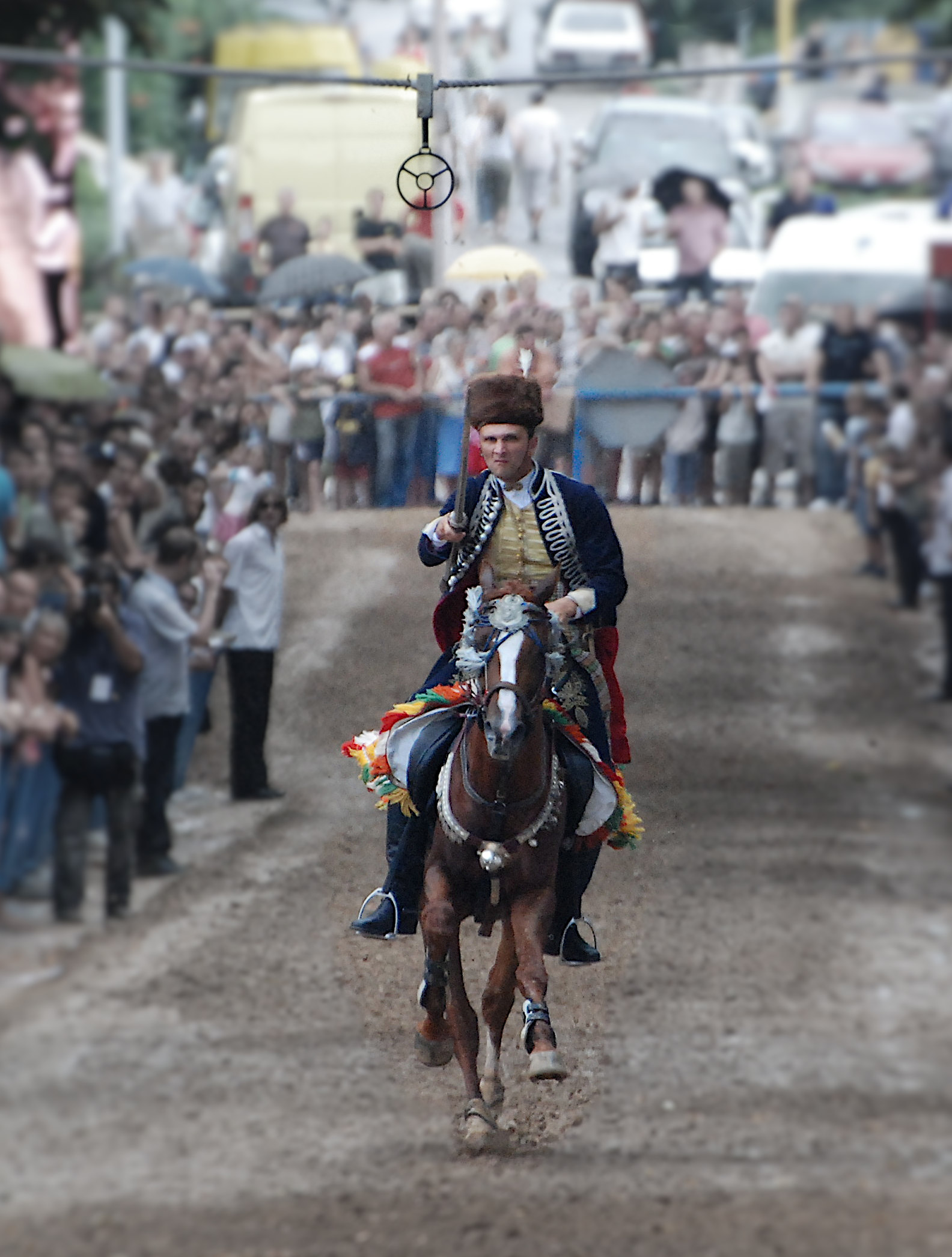
Ein Alkar setzt im Galopp und mit erhobener Lanze zum Stich auf den in der Mitte der Bahn aufgehängten Ring an.

Die Sinjska alka (Alka von Sinj) ist ein Ringreiten, das als Turnier und Volksfest am ersten Wochenende im August eines jeden Jahres, in der Stadt Sinj in Kroatien stattfindet. Benannt ist es nach dem dabei verwendeten Ring, dem sogenannten Alka [ˈaːlka] (von türkisch halka für Ring).  Der teilnehmende Lanzenreiter wird Alkar genannt. Die Sinjska alka findet seit 1717 jährlich zur Erinnerung an den Sieg über ein osmanisches Heer statt, das während des Venezianisch-Österreichischen Türkenkrieges vom 8. bis 15. August 1715 die Stadt Sinj belagerte. Aufgrund dieser jahrhundertealten Tradition ist die Sinjska alka ein Kulturgut und wurde 2010 zum immateriellen Kulturerbe der Menschheit erklärt.

## Ablauf
Die Vorläufe Bara und Čoja finden am Freitag und Samstag und die eigentliche Alka am Sonntag statt.
Der eiserne Alka-Ring besteht aus zwei konzentrischen Ringen, die mit drei Stäbchen verbunden sind. Die Teilnehmer müssen auf dem Pferd reitend mit der Lanze auf die Alka zielen. Für einen Treffer im zentralen Ring gibt es drei Punkte. Treffer im oberen Drittel bringen zwei, in den beiden unteren Dritteln je einen Punkt.

Punktewertung bei einem Treffer des Alka-Ringes.

Der Alkar, welcher nach drei Läufen die meisten Punkte erreicht hat, ist der Sieger. Sollten zwei oder mehrere Alkare die gleiche Punktzahl haben, werden weitere Runden gelaufen, bis einer die höhere Punktzahl erreicht. In der Geschichte der Alka fanden solche Verlängerungen bereits statt. Manche zogen sich über Tage hin.

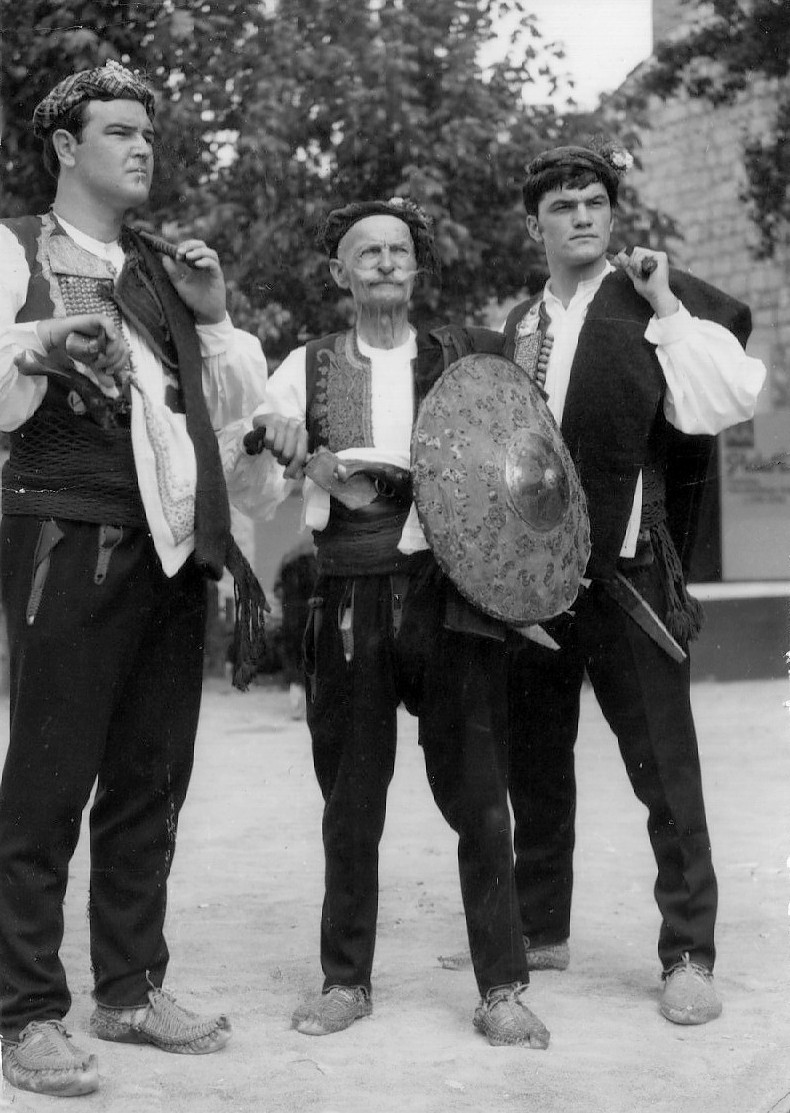
Keulen- und Schildträger (1969)

Gemäß den traditionellen Statuten können ausschließlich Mitglieder der örtlichen Alkaren-Gemeinschaft an diesem Ritterspiel teilnehmen. Eine weitere Voraussetzung ist, dass die Alkaren und deren Eltern in Sinj und dem Gebiet entlang der Cetina stammen und dort wohnhaft sind. Der berühmteste Festordner und Anführer der Alkaren (Alaj-čauš) ist Ivica Filipović Grčić.

## Sonstiges

Wappen der Stadt Sinj

Das Stadtwappen von Sinj zeigt einen Alkar mit Lanze und einem Rundschild, auf dem der Alka-Ring abgebildet ist.

### Belletristik
- Dinko Šimunović: Salko, der Alkar. Karl H. Bischoff Verlag, 1943.